# Stigmaeus longisetis
Stigmaeus longisetis är en spindeldjursart som beskrevs av Charles Thorold Wood 1967. Stigmaeus longisetis ingår i släktet Stigmaeus och familjen Stigmaeidae. Inga underarter finns listade i Catalogue of Life.